# مالك سيديبي
مالك سيديبي (بالفرنسية: Malick Sidibé؛ 1936 – أبريل 14, 2016)

 كان مصورا ماليا اشتهر بصوره الأبيض وأسود للثقافة الشعبية في باماكو في ستينات القرن العشرين. خلال حياته، اكتسب شهرة دولية واعتبر، جانبا لسيدو كيتا، أشهر مصور مالي.

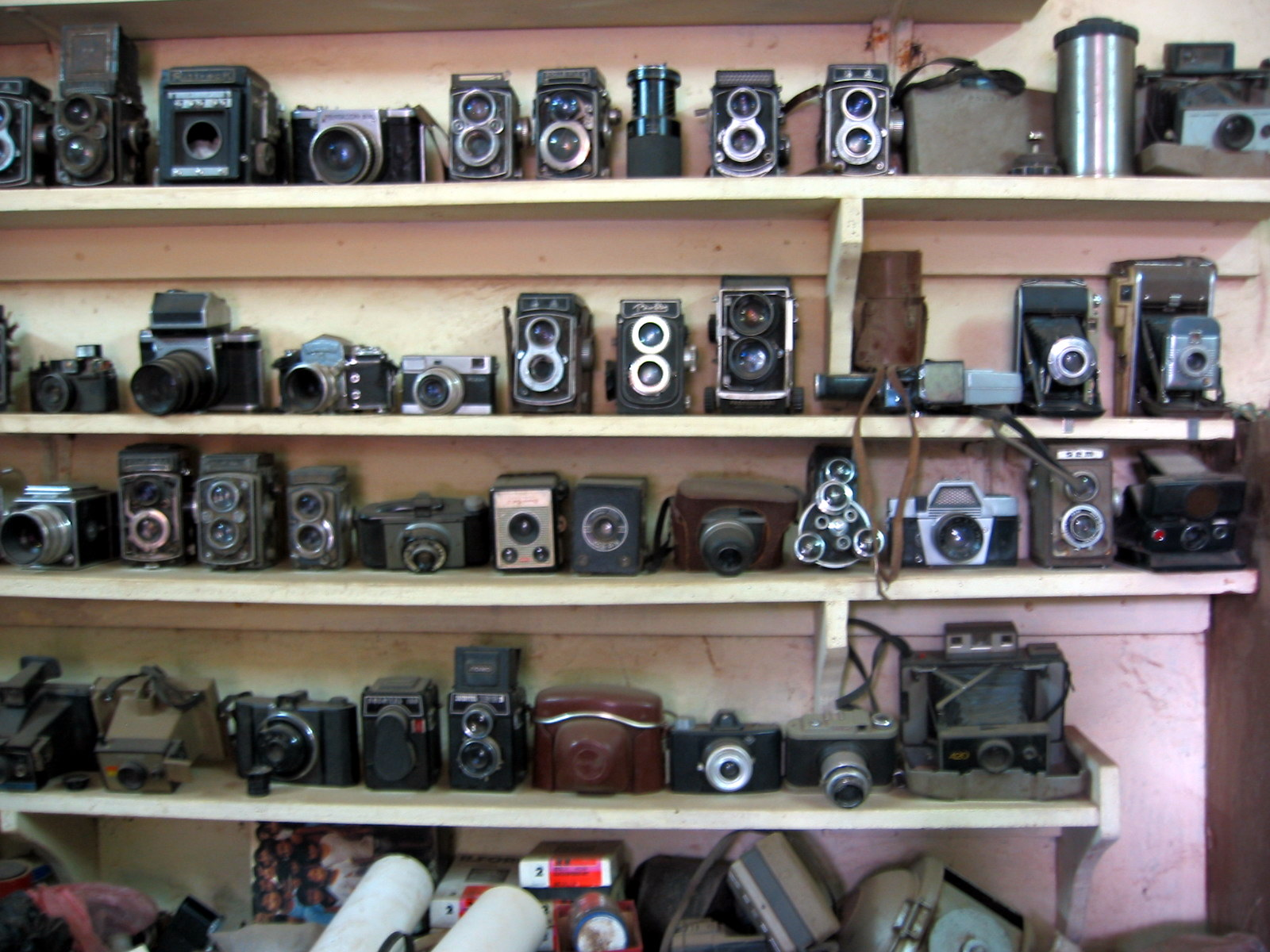
مكان عمل سيديبي في باماكو، فيه كل آلاته وأجهزته للتصوير